# Московски конзерваторијум
Московски конзерваторијум, такође има званичан назив и Конзерваторијум Московске државе Чајковски (рус. Московская государственная консерватория им. П. И. Чайковского) је образовна музичка установа која се налази у Москви, у Русији. Пружа дипломске и додипломске дипломе у музичким извођењима и музичким истраживањима. Конзерваторијум нуди различите дипломе, укључујући Бечелор музике, Мастер музике и Докторске студије у истраживању.

## Историја
Био је основан 1866. године као Московски империјални конзерваторијум Николаја Рубинстајна и принца Николаја Петровича Троубецкоја. То је други најстарији конзерваторијум у Русији после Санкт Петербуршког конзерваторијума. Петар Чајковски био је професор теорије и хармоније на отварању Московског конзерваторијума. Од 1940. конзерваторијум носи његово име.

## Хорски факултет
Пре Октобарске револуције, хорски факултет у конзерваторијуму био је други у Московској синодалној школи и Московском синодалном хору, али су 1919. године затворени и спојени у хорски факултет. Неки од студената који су сада наведени као студенти конзерваторијума, у ствари су били студенти Синодалне школе.

## Велика сала
Обнова сале завршена је 2011. године.

## Неки познати дипломци
- Валери Афанасијев – пијаниста
- Нели Акопијан-Тамарина – пијаниста
- Едвард Артемјев – композитор
- Владимир Ашкенази – пијаниста, диригент
- Владимир Бакалејников – виолиста, композитор, диригент
- Станислав Барцевић – виолиниста
- Рудолф Баршај – виолиста, диригент
- Димитри Башкиров – пијаниста
- Јури Башмет – виолиста, диригент
- Борис Березовски – пијаниста
- Борис Берман – пијаниста
- Лазар Берман – пијаниста
- Вадим Борисовски – виолиста
- Анатолиј Брандуков – виолончелиста
- Александер Чухалдин – виолиниста, диригент, композитор
- Тиш Даија – Албански композитор
- Ђанг Таи Сон – пијаниста
- Бела Давидович – пијаниста
- Николај Демиденко – пијаниста
- Едисон Денисов – композитор
- Владимир Денисенков – хармоникаш
- Фјодор Дружинин – виолиста
- Јури Егоров – пијаниста
- Самуил Феинбер – пијаниста, композитор
- Франк Фернандез – пијаниста, композитор
- Јаков Флиер – пијаниста
- Андреј Гаврилов – пијаниста
- Михаел Л. Легер – композитор, виолиста
- Емил Гиљелс – пијаниста
- Марина Гоглиџе-Мдивани – пијаниста
- Алексеј Горохов – виолиниста, музиколог
- Вера Горностајева – пијаниста
- Софија Губаидулина – композитор
- Марија Гринберг – пијаниста
- Наталија Гутман – виолончелиста
- Рустем Хајрудинов – пијаниста
- Андреј Хотев – пијаниста
- Валед Ховрани – композитор, пијаниста
- Валентина Игошина – пијаниста
- Константин Игумнов – пијаниста
- Илија Итин – пијаниста
- Дмитри Кабалевски – композитор, пијаниста
- Олга Керн – пијаниста
- Арам Хачатурјан – композитор
- Јури Холопов – музиколог
- Тихон Хреников – композитор
- Игор Худолеи – пијаниста
- Олга Киун – пијаниста
- Леонид Коган – виолиниста
- Павел Коган – виолиниста, диригент
- Евгени Королиов – пијаниста
- Иван Котов – басиста
- Владимир Крајнев – пијаниста
- Гидон Кремер – виолиниста
- Едвард Кунц – пијаниста
- Елизабета Леонскаја – пијаниста
- Џозеф Љевине – пијаниста
- Росина Љевине – пијаниста
- Донг-Хјек Лим – пијаниста
- Алексеј Лубимов – пијаниста
- Николај Лугански – пијаниста
- Раду Лупу – пијаниста
- Дмитриј Маликов – пијаниста, композитор, певач
- Евгениј Малинин - пијаниста,
- Емануил Манолов - пијаниста, флаутиста, диригент, композитор
- Фуат Мансуров - диригент
- Денис Мацуев - пијаниста
- Николај Медтнер - композитор, пијаниста
- Виктор Мержанов - пијаниста
- Александер Могилевски - виолиниста
- Роман Мојсејев - диригент
- Александер Мосолов - пианиста, композитор
- Авни Мула - Албански певач, композитор
- Викторија Мулова - виолиниста
- Сергеј Муселијан - пијаниста
- Лиса Наказоно-Вегловска - пијаниста
- Александре Науменко - певач
- Анахит Нерсесјан - пијаниста
- Хајнрих Нојхаус - пијаниста
- Станислав Нејхаус - пијаниста
- Татјана Николајева - пијаниста
- Дмитриј Новгородскиј – пијаниста[1]
- Лев Оборин – пијаниста
- Давид Ојстах – виолониста
- Александер Осминин − пијаниста
- Александра Пахмутова – композитор
- Дмитриј Паперно – пијаниста
- Георг Пелецис – Latvian композитор и музиколог
- Николај Арнолдович – пијаниста
- Грегор Пјатигорскиј – виолончелиста
- Михаил Плетнев – пијаниста, композитор, диригент
- Иво Погорелић – пијаниста
- Викторија Постникова – пијаниста
- Михаил Прес – виолониста
- Сергеј Рахмањинов – пијаниста, композитор
- Свјатослав Рихтер – пијаниста
- Мстислав Ростропович – виолончелиста идиригент
- Генади Рождественскиј – диригент
- Арам Сатиан – композитор
- Родион Шчедрин – композитор и пијаниста
- Алфред Шнитке – композитор
- Валери Сигалевич – пијаниста
- Пјотр Словцов – тенор
- Вивијана Софроницки – пијаниста
- Александр Соколов – Руски министар културе
- Алексеј Сутчков – пијаниста
- Владимир Спиваков – виолониста, диригент
- Павел Берман – виолониста, диригент
- Стевен Спунер – пијаниста
- Микола Сук – пијаниста
- Јевгени Светланов – диригент, пијаниста, композитор
- Иван Тасовац – пијаниста
- Марина Чебуркина – оргуље, музиколог
- Виктор Третијаков – виолониста
- Ана Цубулева – пијаниста
- Ибрахим Тукики – Албански певач
- Маурисијо Валина – пијаниста
- Саша Вечтомов – виолончелиста
- Александер Веприк – композитор
- Елисо Вирсалдазе – пијаниста
- Михаил Сокренсенски – пијаниста
- Јакоб Вајнберг – пијаниста и композитор
- Марина Јахлакова – пијаниста
- Ирина Зарицкаја – пијаниста
- Игор Збховскиј – виолончелиста
- Сења Сон – пијаниста, композитор

## Значајни тренутни професори
- Јури Башмет - виола
- Андреј Диев - клавир
- Сергеј Доренски - клавир
- Андрек Ешпаи - композитор
- Вера Горностајева - клавир
- Наталија Гутман - виолончело
- Алексеј Љубимов - клавир
- Виктор Мержанов - клавир
- Кирил Родин - виолончело
- Генади Рождественски - дириговање
- Наталија Шаховскака - виолончело
- Јури Слесарев - клавир
- Елисо Вирсаладзе - клавир
- Михаил Воскресенски - клавир
- Ирина Журина - глас